# Тихон (Секретарёв)
Архимандрит Тихон (в миру Алексей Николаевич Секретарёв; 24 января 1955, село Туголес, Шатурский район, Московская область — 12 сентября 2018, Псково-Печерский монастырь, Псковская область) — архимандрит Русской православной церкви, наместник Псково-Печерского монастыря (1995—2018).

## Биография
Родился 24 января 1955 года в семье священника в Подмосковье. Отец — диакон (впоследствии протоиерей) Николай Секретарёв. Мать — Надежда Васильевна Секретарёва-Тетерина. Оба деда будущего архимандрита были священниками, которые скончались во времена сталинских репрессий.
В Подмосковье семья прожила недолго и переехала в город Воткинск, где Алексей окончил среднюю общеобразовательную школу, после чего поступил в Ижевский механический институт, но уже на первом курсе, прослушав несколько лекций по научному атеизму, решил, что ему, человеку глубоко верующему, это не подходит, и покинул его. Работал на машиностроительном заводе. С 1973 по 1975 годы служил в армии в войсках связи, затем год проработал на стройке при том же заводе.
В марте 1976 года поступил в братию Псково-Печерского монастыря. 23 августа того же года принял монашеский постриг с наречением имени Тихон в честь святителя Тихона Задонского. 28 августа рукоположен в сан иеродиакона, а 19 сентября — в сан иеромонаха. Исполнял последовательно послушания помощника келаря и помощника благочинного.
В 1985 году окончил заочный сектор Московской духовной семинарии.
Около десяти лет исполнял послушание благочинного монастыря. С 1992 года проходил послушание катехизатора и преподавателя Псковского духовного училища.
17 августа 1995 года был назначен исполняющим обязанности наместника Псково-Печерского монастыря. Впоследствии был утверждён в должности наместника.
В 2005 году окончил экстерном Санкт-Петербургскую духовную академию со степенью кандидата богословия за курсовую работу: «Церковно-исторический очерк о Псково-Печерском Свято-Успенском монастыре в XX веке».
В январе 2009 года участвовал в работе Поместного собора Русской православной церкви.
18 августа 2010 года Патриарх Московский и всея Руси Кирилл наградил Наместника архимандрита Тихона патриаршим крестом с украшением и правом служения Божественной Литургии с отверстыми Царскими вратами до «Отче наш».
8 октября 2011 года стал лауреатом III Всероссийской премии «Хранители наследия» в номинации «Личность».
С сентября 2013 года преподавал на кафедре теологии Псковского государственного университета. Стоял у истоков восстановления домового университетского храма. Окончил магистратуру теологического факультета, получив звание магистра теологии. Являлся членом Общественной палаты Псковской области.
В последние годы тяжело болел. За год до смерти практически прекратил совершать богослужения из-за болезни.
21 мая 2018 года, после посещения Псково-Печерского монастыря митрополитом Тихоном (Шевкуновым), подал прошение на его имя о сложении полномочий наместника Псково-Печерского монастыря «по состоянию здоровья», которое было принято митрополитом Тихоном на следующий день. 14 июля того же года Священный синод, «в связи с прошениями Преосвященного митрополита Псковского и Порховского Тихона», освободил «архимандрита Тихона (Секрётарева) по состоянию здоровья от должности наместника Успенского Псково-Печерского монастыря города Печоры Псковской области с выражением ему благодарности за понесенные труды».
Скончался в ночь на 12 сентября 2018 года, возвратившись накануне с Афона, после тяжёлой болезни.
Отпевание 14 сентября в Михайловском соборе обители совершил митрополит Псковский Тихон (Шевкунов) в сослужении епископа Елгавского Иоанна (Сичевского) и епископа Маардуского Сергия (Телиха), а также многочисленных священнослужителей из России и зарубежья. По завершении отпевания гроб с телом архимандрита Тихона был обнесен вокруг обители и положен на братском кладбище в Богом зданных пещерах.

## Награды
Церковные:
- орден преподобного Сергия Радонежского III степени (2000)[3]
- орден священномученика Исидора Юрьевского (4 марта 2008) — «за сохранение духовных традиций между Свято-Успенским Псково-Печерским монастырем и Эстонской Православной Церковью Московского Патриархата»[3]
- орденом преподобной Евфросинии Полоцкой (14 декабря 2013) — «за развитие паломничества»[3]

Государственные:
- Орден Александра Невского (14 мая 2016 года) — за большой вклад в развитие духовных и культурных связей[13].
- Медаль ордена «За заслуги перед Отечеством» I степени (7 августа 2006 года) — за заслуги в развитии духовной культуры[14].
- Медаль ордена «За заслуги перед Отечеством» II степени (28 декабря 2000 года) — за большой вклад в укрепление гражданского мира и возрождение духовно-нравственных традиций[15].

иные
- медаль «За полезное» (20 марта 2007)[3]
- грамота-благодарность Фонда по премиям памяти Митрополита Московского и Коломенского Макария (Булгакова) за высокие достижения (в связи с изданием книги «Врата Небесные») (6 ноября 2007)[3]

## Публикации
- «День воинской славы России» // Журнал Московской Патриархии. 1996. — № 6. — С. 38.
- Горение духа во славу Божию (к 60-летию служения в священном сане архимандрита Иоанна (Крестьянкина)) // Журнал Московской Патриархии. 2005. — № 10. — С. 76-79
- Архимандрит Иоанн (Крестьянкин) // Журнал Московской Патриархии. 2006. — № 4. — С. 54-57.
- Свято-Успенский Псково-Печерский монастырь в годы Великой Отечественной войны // Журнал Московской Патриархии. 2006. — № 5. — С. 60-71
- 100-летие со дня рождения Архимандрита Алипия (Ивана Михайловича Воронова) // Материалы Международной научно-практической Свято-Тихоновской конференции «Православное теологическое образование: состояние и перспективы развития», 18-19 ноября 2014 г. Псковский государственный университет. — Псков, изд-во ПсковГУ, 2014. — С. 12-16.
- Личные воспоминания об отце Алипии // Родная ЛАДОГА. Культурно-просветительский и литературно-художественный журнал. 2014. — № 4 (30). — С. 78-93.
- Наместник Свято-Успенского Псково-Печерского монастыря Архимандрит Алипий // «Вестник Псковского государственного университета», 2015. — С. 195—198
- Монахи Псково-Печерского монастыря — участники Великой Отечественной войны 1941-45 гг. // XXI Международные Кирилло-Мефодиевские Чтения. 26 мая 2015 года. — Минск: БГУ. 2015.
- Значимость примера для монашествующих святых подвижников своего монастыря // Монашество Святой Руси: от истоков к современности. Покровский ставропигиальный женский монастырь у Покровской заставы города Москвы. 23-24 сентября 2015 года. Синодальный отдел по монастырям и монашеству. — М., 2015. — 46 с.
- Духовное православное образование в Псковской митрополии: история и современность. // Материалы II Международной научно-практической Свято-Тихоновской конференции «Тысячелетие просветителя Руси: проблемы просвещения в зеркале духовной школы», 24-25 ноября 2015 г. Псковский государственный университет. — Псков: Изд-во ПсковГУ, 2015. С.16-32.
- Псково-Печерские старцы и духовное преемство // Монашество: история, современность, будущее. Святоотеческая традиция монашеской жизни в современном мире. Монашеская традиция: от древности до наших дней. Материалы ХХI и ХХII Международных Рождественских образовательных чтений. — М.: Синодальный отдел по монастырям и монашеству. — М., 2015. — 184 стр. — С. 164—168.
- Духовный подвиг воинов России, как фактор Победы в Великой Отечественной войне // Святой благоверный князь Александр Невский — защитник земли русской и веры православной. Материалы VI Александро-Невских чтений 9-10 июня 2015 г. — Псков, изд-во ПсковГУ. 2015.
- Духовное наследие старца архимандрита Иоанна (Крестьянкина) // Актуальные проблемы психологического здоровья / Подред. Д. Я. Грибановой. — Псков : Псковский государственный университет, 2016. — 352 с.
- Паломничество как фактор развития личности // Актуальные проблемы психологического здоровья / Под ред. Д. Я. Грибановой. — Псков : Псковский государственный университет, 2016. — 352 c.
- История паломничества в Свято-Успенский Псково-Печерский мужской монастырь // Международный семинар «Паломничество в истории христианской культуры» 20-21 мая 2016 г. ПРОГРАММА. ПсковГУ. — Псков, 2016. — 30 с.
- Братия Свято-Успенского монастыря, направленная на Святую Гору Афон во второй половине XX века // Русский Афон как фактор духовного просвещения России: к тысячелетию русского присутствия на Святой Горе (1016—2016) : Сборник материалов III Международной научно-практической Свято-Тихоновской конференции (Псков, 18-19 ноября 2016 г.). — Псков : Псковский государственный университет, 2016.
- Этимология слова паломничество и обзор его употребления в богословской и секулярной науке // Русский Афон как фактор духовного просвещения России: к тысячелетию русского присутствия на Святой Горе (1016—2016) : Сборник материалов III Международной научно-практической Свято-Тихоновской конференции (Псков, 18-19 ноября 2016 г.). — Псков: Псковский государственный университет, 2016.
- Свято-Успенский Псково-Печерский монастырь в XX веке // Под державным покровом Царицы Небесной 1917—2017. Сборник статей ХIХ Корнилиевских Православных образовательных чтений. / Под редакцией Манойловой М. А. Псков—Печоры: Издательство Свято-Успенского Псково-Печерского мужского монастыря, 2017. — 194 с. — С. 110—119.
- Главная задача наместника — сохранить монастырскую традицию // Монастырский вестник. 2017. — № 2 (38), февраль — С. 31-41.
- Наука и жития Святых Русской Православной Церкви. // Исследования псковских ученых в сфере духовно-нравственного воспитания и психолого-педагогического образования : сб. материалов Межвуз. круглого стола, посвященного Дню российской науки. 8 февраля 2017 г., г. Псков. — Псков : Псковский филиал Академии ФСИН России, 2017. — 103 с. — С. 4—19.
- Организация паломнических и краеведческих поездок в центре духовно-нравственного развития // Центр духовно-нравственного развития во имя святителя Тихона, Патриарха московского и всея Руси.
- «Если мы молимся, мы живы» // pravoslavie.ru, 14 сентября 2018

- Будьте совершенны. — Печоры; Псков : Свято-Успенский Псково-Печерский монастырь, 1998
- Рождество Христово. Псково-Печерский Листок № 216. 25 декабря / 7 января. — Печоры: изд-во Свято-Успенский Псково-Печерский монастырь, 1998. — 8 с.
- Архимандрит Иероним (Тихомиров). Подвижники благочестия Псково-Печерского монастыря. XX век. Псково-Печерский Листок № 224. — Печоры: изд-во Свято-Успенский Псково-Печерский монастырь, 1999. − 16 с.
- С Рождеством Христовым. Псково-Печерский Листок № 254. — Печоры: изд-во Свято-Успенский Псково-Печерский монастырь, 1999. — 8 с.
- О духовно-нравственном воспитании детей и юношества. Псково-Печерский Листок № 392. — Печоры: изд-во Свято-Успенский Псково-Печерский монастырь, 2001. — 24 с.
- Терпеливый искатель царствия Божия Архимандрит Феофан (Молявко). Подвижники благочестия Псково-Печерского монастыря. XX век. Псково-Печерский Листок № 393. — Печоры: изд-во Свято-Успенский Псково-Печерский монастырь, 2001. — 16 с.
- Радуйся Всеблагая Владычице умиление и спасение наше. Чудотворные Псково-Покровская и Выдропусская иконы Божией Матери. Псково-Печерский Листок № 416. — Печоры: изд-во Свято-Успенский Псково-Печерский монастырь, 2001. — 12 с.
- Молитва за Отечество. Слово 4-го ноября 2001 года в день памяти Казанской иконы Божией Матери. Псково-Печерский Листок № 419. — Печоры: изд-во Свято-Успенский Псково-Печерский монастырь, 2001. — 8 с.
- Православный паломник как часть экологической культуры и образования Российского гражданина. Доклад Наместника Свято-Успенского Псково-Печерского монастыря Архимандрита Тихона (Секретарева) на Юбилейных Х Международных Рождественных Образовательных Чтениях. Москва 30 января 2002 года. Псково-Печерский Листок № 439. — Печоры: изд-во Свято-Успенский Псково-Печерский монастырь, 2002. — 12 с.
- Архимандрит Нафанаил (Поспелов). Подвижники благочестия Псково-Печерского монастыря. XX век. Псково-Печерский Листок № 475. — Печоры: изд-во Свято-Успенский Псково-Печерский монастырь, 2002. − 36 с.
- Врата небесные : история Свято-Успенского Псково-Печерского монастыря. — Печоры: Свято-Успенский Псково-Печерский монастырь, 2008. — 798 с.
  - Врата небесные. История Свято-Успенского Псково-Печерского монастыря. — Печоры: изд-во Свято-Успенский Псково-Печерский монастырь, 2010. — 800 с. — ISBN № 5-94542-193-6
- Сокращенные правила монашеского жития и слово Наместника Архимандрита Тихона (Секретарева) к постригаемым. Псково-Печерский Листок № 798. Печоры: изд-во Свято-Успенский Псково-Печерский монастырь, 2008. — 24 с.
- Будьте совершенны. Часть II. «Иноков и многия люди спасая» (тропарь прмч Корнилию) — Печоры: изд-во Свято-Успенский Псково-Печерский монастырь, 2008. — 33 с.
- Будьте совершенны. Часть III «Христа Бога и Пречистая Его Матерь возблагодарим» (тропарь прмч Корнилию) — Печоры: изд-во Свято-Успенский Псково-Печерский монастырь, 2008. — 37 с.
- Молитвеннику Живоначальной Троицы. Поздравительные адреса Высокопреосвященнейшему Евсевию, Митрополиту Псковскому и Великолукскому, Свято-Успенского Псково-Печерского монастыря Священноархимандриту. — Печоры: изд-во Свято-Успенский Псково-Печерский монастырь, 2008. — 89 с.
- Будьте совершенны как совершенен отец ваш небесный. Доклад Наместника Свято-Успенского Псково-Печерского монастыря на Корнилиевнских чтениях 21 февраля 2008 года. Псково-Печерский Листок № 794. — Печоры: изд-во Свято-Успенский Псково-Печерский монастырь 2008. — 29 с.
- Будьте совершенны. — Печоры: изд-во Свято-Успенский Псково-Печерский монастырь, 2008. — 75 с.
- Высокопреподобие отца Алипия. — Печоры: изд-во Свято-Успенский Псково-Печерский монастырь, 2009. — 543 с.
- Молитвеннику Живоначальной Троицы. Поздравительные адреса Высокопреосвященнейшему Евсевию, Митрополиту Псковскому и Великолукскому, Свято-Успенского Псково-Печерского монастыря Священноархимандриту. — Печоры: изд-во Свято-Успенский Псково-Печерский монастырь, 2009. — 352 с.
- Визит Святейшего Патриарха Московского и всея Руси Кирилла в Псковскую Епархию 18-19 августа 2010 года. — Печоры: изд-во Свято-Успенский Псково-Печерский монастырь, 2010. — 46 с.
- Богородичной обители послушник. Жизнеописание Архимандрита Нафанаила (Поспелова). — Печоры: изд-во Свято-Успенский Псково-Печерский монастырь, 2010. − 448 стр; ил.
- Христос — моя сила, Бог и Господь. — Печоры: изд-во Свято-Успенский Псково-Печерский монастырь, 2010. — 656 стр.
- Предмет «Основы Православной культуры» в современной школе. Доклад Наместника Свято-Успенского Псково-Печерского монастыря Архимандрита Тихона (Секретарева) на ХII-х Корнилиевских Православных Образовательных чтениях. 3 марта 2010 года на Пленарном заседании. Печорская гимназия. Псково-Печерский листок № 914. — Печоры: изд-во Свято-Успенский Псково-Печерский монастырь, 2010. — 12 с.
- Христов Пастырь. Жизнь и труды старца Архимандрита Иоанна (Крестьянкина). — Печоры: изд-во Свято-Успенский Псково-Печерский монастырь, 2010. — 528 с.
- Схииеродиакон Андроник (Шаруда). Подвижники благочестия Псково-Печерского монастыря. XX век. Псково-Печерский Листок № 934. — Печоры: изд-во Свято-Успенский Псково-Печерский монастырь, 2010. − 32 с.
- Схимонах Савва (Копыркин). Подвижники благочестия Псково-Печерского монастыря. XX век. Псково-Печерский Листок № 940. — Печоры: изд-во Свято-Успенский Псково-Печерский монастырь, 2010. − 16 с.
- Богородичной обители послушник. Жизнеописание Архимандрита Нафанаила (Поспелова). — Печоры: изд-во Свято-Успенский Псково-Печерский монастырь, 2010. — 448 с. — ISBN № 978-5-905113-017
- Воскресение Храма. Сборник стихотворений. — Печоры: изд-во Свято-Успенский Псково-Печерский монастырь, 2011. — 22 с.
- Монастырское вдохновение. Сборник стихов написанных насельниками Свято-Успенской Псково-Печерской обители. — Печоры: изд-во Свято-Успенский Псково-Печерский монастырь, 2011. — 24 с.
- Чти отца твоего. Посвящается 80 — летию со дня рождения Митрофорного Протоиерея Николая Петровича Секретарева. 11 октября 2011 года. — Печоры: изд-во Свято-Успенский Псково-Печерский монастырь, 2011. — 71 с.
- Вдохновение. Стихи-проповеди. — Печоры: изд-во Свято-Успенский Псково-Печерский монастырь, 2012. − 63 с.
- Молитвеннику Живоначальной Троицы. Поздравительные адреса Высокопреосвященнейшему Евсевию, Митрополиту Псковскому и Великолукскому, Свято-Успенского Псково-Печерского монастыря Священноархимандриту. — Печоры: изд-во Свято-Успенский Псково-Печерский монастырь, 2012. — 127 с.
- День рождения. Стихи-проповеди. — Печоры: изд-во Свято-Успенский Псково-Печерский монастырь, 2012. — 35 с.
- Митрополит Вениамин Федченков — учитель благочестия. Доклад Наместника Свято-Успенского Псково-Печерского монастыря на Пленарном заседании 14 Корнилиевских Чтениях 21 февраля 2012 года. Псково-Печерский Листок № 1033. — Печоры: изд-во Свято-Успенский Псково-Печерский монастырь, 2012. — 12 с.
- Проповедь Наместника Псково-Печерского монастыря архимандрита Тихона на Успение Пресвятой Богородицы. Псково-Печерский Листок № 1246. — Печоры: изд-во Свято-Успенский Псково-Печерский монастырь, 2012. — 4 с.
- Приветственный Адрес наместника Свято-Успенского Псково-Печерского монастыря Архимандрита Тихона (Секретарева) выпускникам 1972 года средней школы № 1 города Камбарки в связи с 40-летием выпуска. 14 сентября 2012 года город Печоры Псковской области. — Печоры: изд-во Свято-Успенский Псково-Печерский монастырь, 2012. — 60 с.
- Божия Матерь — Чудо Вселенной. Четверостишия-проповеди. — Печоры: изд-во Свято-Успенский Псково-Печерский монастырь, 2013. — 26 с.
- Доклад Наместника Свято-Успенского Псково-Печерского монастыря Архимандрита Тихона на пленарном заседании на тему 540 лет духовно-просветительского служения Свято-Успенского Псково-Печерского монастыря. 28 февраля 2013 года. Печорская гимназия. Псково-Печерский Листок № 1091. — Печоры: изд-во Свято-Успенский Псково-Печерский монастырь, 2013. − 12 с.
- Благодатное действие на души паломников посещения Псково-Печерского монастыря. Доклад Наместника Свято-Успенского Псково-Печерского монастыря на родительском собрании 1 марта 2013 года. Печерская гимназия. Псково-Печерский Листок № 1092. — Печоры: изд-во Свято-Успенский Псково-Печерский монастырь, 2013. — 8 с.
- Евангелие Страстей Христовых. — Печоры: изд-во Свято-Успенский Псково-Печерский монастырь, 2013. — 26 с.
- Высокопреподобие отца Алипия. — Печоры: изд-во Свято-Успенский Псково-Печерский монастырь, 2014. — 107 с.
- Радуйся, Благая Вратарнице. — Печоры: изд-во Свято-Успенский Псково-Печерский монастырь, 2014. — 30 с.
- Дом паломника Свято-Успенского Псково-Печерского монастыря. — Печоры: изд-во Свято-Успенский Псково-Печерский монастырь, 2014. — 37 с.
- Святейший Патриарх Московский и всея Руси КИРИЛЛ в Свято-Успенском Псково-Печерском монастыре. — Печоры: изд-во Свято-Успенский Псково-Печерский монастырь, 2014. — 98 с.
- Свет Христов просвещает всех. Очерк новейшей истории Свято-Успенского Псково-Печерского монастыря. Часть I. 2010—2011 годы. — Печоры: изд-во Свято-Успенский Псково-Печерский монастырь, 2014. — 562 с.
- Свет Христов просвещает всех. Очерк новейшей истории Свято-Успенского Псково-Печерского монастыря. Часть II. 2010—2011 годы. — Печоры: изд-во Свято-Успенский Псково-Печерский монастырь, 2014. − 702 с.
- Дом паломника Свято-Успенского Псково-Печерского монастыря. — Печоры: изд-во Свято-Успенский Псково-Печерский монастырь, 2014. — 33 с.
- Божия Матерь — Чудо Вселенной. Паломничество по Свято-Успенскому Псково-Печерскому монастырю. — Печоры: изд-во Свято-Успенский Псково-Печерский монастырь, 2015. — 80 с.
- Проповеди. — Печоры: изд-во Свято-Успенский Псково-Печерский монастырь, 2015. — 112 с.
- Последование НЕДЕЛИ Торжества Православия. — Печоры: изд-во Свято-Успенский Псково-Печерский монастырь, 2015. − 28 с.
- Остановитесь у Храма. Стихотворения-проповеди. — Печоры: изд-во Свято-Успенский Псково-Печерский монастырь, 2015. — 16 с.: ил.
- Введение в специальность теологии. Учебно-методическое пособие для студентов направления теологии. — ПсковГУ (в печати).
- Вдохновение. Стихи-проповеди. — Печоры: изд-во Свято-Успенский Псково-Печерский монастырь, 2015. — 64 с.: ил.
- Подвиг — от человека, победа — от Бога. — Печоры: изд-во Епархиальный Свято-Успенский Псково-Печерский мужской монастырь Русской Православной Церкви, 2015. — 209 с.: ил.
- «Се Мати твоя…». Паломничество на Святую Гору Афон. — Печоры: изд-во Свято-Успенский Псково-Печерский монастырь, 2015. − 64 с.: ил.
- Под благодатным покровом Богородицы. — Печоры: изд-во Свято-Успенский Псково-Печерский монастырь, 2015. − 50 с.: ил.
- Хроника монастырской жизни. — Печоры: изд-во Свято-Успенский Псково-Печерский монастырь, 2015. — 27 с.: ил.
- Поминайте наставников ваших. — Печоры: изд-во Свято-Успенский Псково-Печерский монастырь, 2016. — 208 с.: ил.
- Ответственность родителей за духовно-нравственную безопасность ребёнка. — Евангелие в контексте современной культуры : материалы IV Междунар. науч.-практ. конф. : в 2 ч. / под ред. Т. И. Липич, С. М. Дергалева, П. А. Ольхова. — Белгород: ООО «ЭПИЦЕНТР», 2016. — Ч. 2.
- Паломнический центр Свято-Успенского Псково-Печерского монастыря. — Псков : Свято-Успенский Псково-Печерский монастырь, 2014. — 67 с.
- Воскресные проповеди, произнесенные в храме после Божественной Литургии. — Печоры: изд-во Свято-Успенский Псково-Печерский монастырь, 2016. — 112 с.
- Хроника монастырской жизни. Май 2016 г. — Печоры: изд-во Свято-Успенский Псково-Печерский монастырь, 2016. — 32 с.
- Пресвятая Богородице, спаси нас!: очерк о монахах Свято-Успенского Псково-Печерского монастыря на Святой Горе Афон. — Печоры : Свято-Успенский Псково-Печерский монастырь, 2016. — 206 с. — ISBN 978-5-94542-332-9
- Радуйся, Всецарице!: заметки о паломничестве на Святую Гору Афон весной 2017 года. — Печоры : Свято-Успенский Псково-Печерский монастырь, 2017. — 100 с.
- Доброделание ради Христа Бога. Новейшая история Свято-Успенского Псково-Печерского монастыря. — Печоры: изд-во Свято-Успенский Псково-Печерский монастырь, 2017. — 488 с.
- Благодать на благодать. Афонские стихотворения. — Печоры: изд-во Свято-Успенский Псково-Печерский монастырь, 2017. — 59 с.

- Архимандрит Тихон: Нас объединит духовность и служение людям // «Псковская Лента Новостей», 08.02.2006
- «ГЛАВНОЕ — НАУЧИТЬ НАРОД МОЛИТЬСЯ». Интервью с наместником Свято-Успенского Псково-Печерского монастыря архимандритом Тихоном (Секретаревым) // pravoslavie.ru, 29 августа 2011
- Архимандрит Тихон (Секретарёв): Как вытерпеть самих себя // pravmir.ru, 1 ИЮЛЯ, 2012